# Victoria (pays de Galles)
Pour les articles homonymes, voir Victoria.
Victoria est une communauté du borough de comté de Newport, au pays de Galles.

## Géographie
La communauté de Victoria fait partie de l'agglomération de Newport et se trouve juste de l'autre côté de l'Usk par rapport au centre-ville.

## Démographie
Au recensement de 2011, la communauté de Victoria comptait 7 464 habitants.

## Culture locale et patrimoine
La communauté de Victoria abrite vingt monuments classés.